# Carl Laemmle Produzentenpreis
Der Carl Laemmle Produzentenpreis wird seit 2017 von der Allianz Deutscher Produzenten – Film & Fernsehen gemeinsam mit Carl Laemmles Geburtsstadt Laupheim verliehen. Als erster eigenständiger deutscher Produzentenpreis zeichnet er jährlich das Lebenswerk einer herausragenden Produzentenpersönlichkeit aus und stellt zugleich generell „die besondere Leistung der Produzenten im kreativen und wirtschaftlichen Prozess des Filmschaffens in besonderer Weise heraus“. Die Auszeichnung ist mit 40.000 Euro der höchst dotierte Produzentenpreis in Deutschland. Dieter Kosslick ist seit 2019 der Juryvorsitzende. Zuvor hatte Martin Moszkowicz den Juryvorsitz inne.

## Geschichte

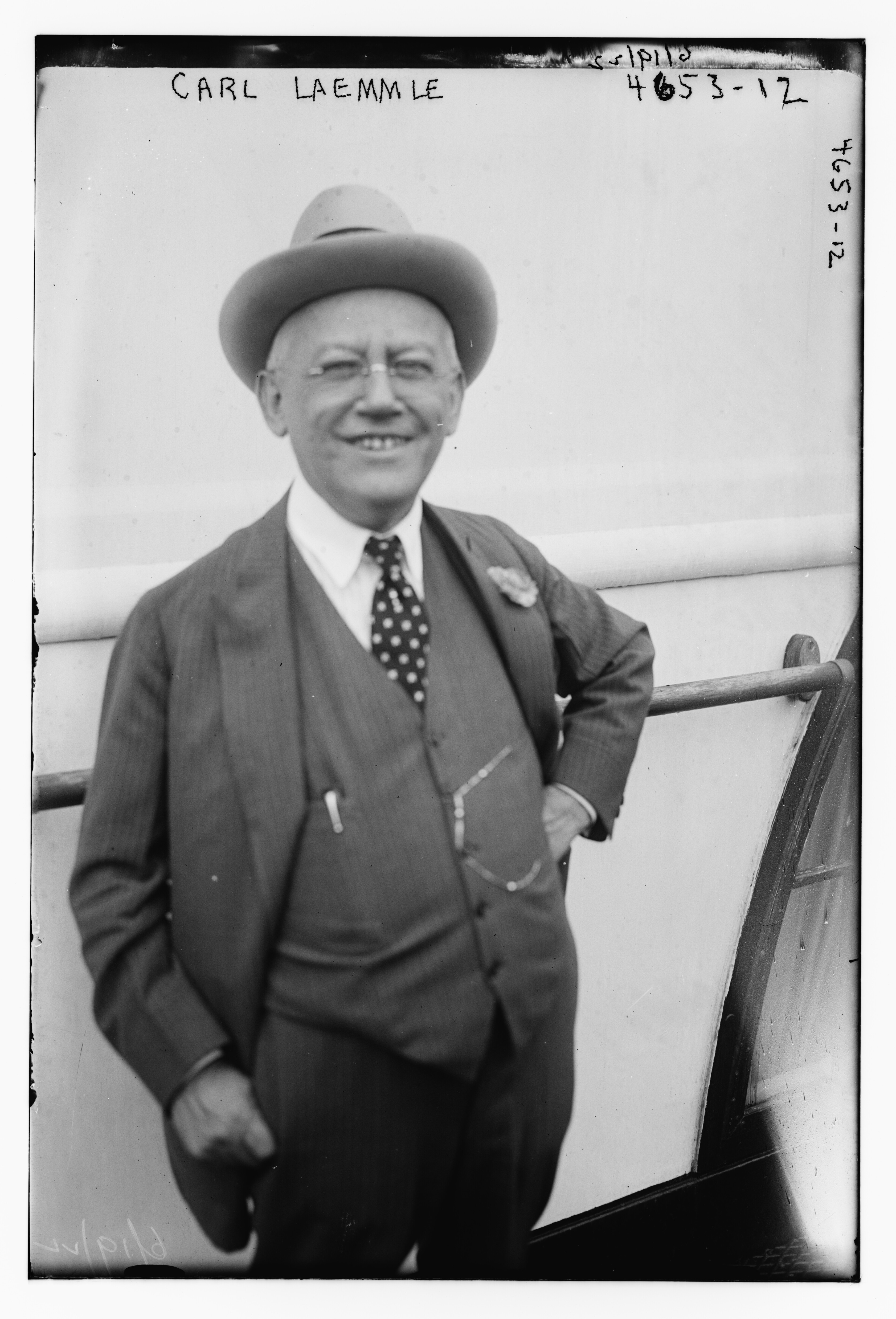
Carl Laemmle (1918)

Im Vorfeld des 150-jährigen Jubiläums von Carl Laemmle im Jahr 2017 wurde deutlich, dass in Laupheim, aber auch andernorts, die Erinnerung an diesen großen deutsch-amerikanischen Filmpionier immer stärker wurde. Auch eine große Sonderausstellung im Haus der Geschichte Baden-Württemberg, die sich dem Leben und Werk von Carl Laemmle widmete, trug zur Bewusstwerdung in der breiten Öffentlichkeit bei, ebenso die Laupheimer Gespräche 2016 in Laemmles Geburtsstadt. In diesem Rahmen wurde von Christoph Palmer, dem damaligen Geschäftsführer der Allianz Deutscher Produzenten – Film & Fernsehen und Rainer Kapellen, dem damaligen Oberbürgermeister der Stadt Laupheim, die Idee zur Auszeichnung des Lebenswerks einer herausragenden Produzentenpersönlichkeit in Laupheim geboren. 
Mit Unterstützung aus der Wirtschaft der Region, wurde im Laemmle-Jubiläumsjahr 2017 mit der ersten Verleihung des Carl Laemmle Produzentenpreises an Roland Emmerich eine Auftaktveranstaltung mit rund 500 geladenen Gästen realisiert. Seitdem findet die Preisverleihung jährlich statt. Im zweiten Jahr wurde Regina Ziegler ausgezeichnet und Artur Brauner anlässlich seines 100. Geburtstags mit dem Sonderpreis der Jury – dem „Carl Laemmle Ehrenpreis“ – geehrt. Es entfiel die Vergabe eines zusätzlichen Preises im Jahr 2021, da die Preisverleihung an Nico Hofmann im März 2020 kurzfristig coronabedingt abgesagt werden musste. Sie wurde am 29. Oktober 2021 nachgeholt.
Die „Laemmle“-Skulptur stellt ein stilisiertes Lämmchen dar und wurde von der Künstlerin Hannelore Langhans modelliert. Sie wird von der Staatlichen Majolika Manufaktur Karlsruhe hergestellt. Sie besteht aus glasiertem weißem Ton und ist 20 Zentimeter hoch, 23 Zentimeter breit und rund 1500 Gramm schwer.

## Namensgeber Carl Laemmle
Carl Laemmle gehört zu den erfolgreichsten und innovativsten Filmproduzenten seiner Zeit. Mit der Eröffnung der Universal Studios in einer zuvor unbelebten Gegend von Los Angeles am 15. März 1915 begründete er die größte und wichtigste Filmmetropole der Welt: Hollywood. Mit seinen Produktionen schrieb er Filmgeschichte und prägte mit seinem Lebenswerk das Bild des kreativen und unternehmerischen Produzenten. Seiner Geburtsstadt Laupheim blieb er zeitlebens eng verbunden.

## Preisträger
- 2017: Roland Emmerich
- 2018: Regina Ziegler, Sonderpreis der Jury „Carl Laemmle Ehrenpreis“: Artur Brauner
- 2019: Stefan Arndt
- 2020: Nico Hofmann[9]
- 2022: Gabriela Sperl[10]
- 2023: Thomas Kufus[11]
- 2024: Martin Moszkowicz[12]
- 2025: Gabriele M. Walther[13]

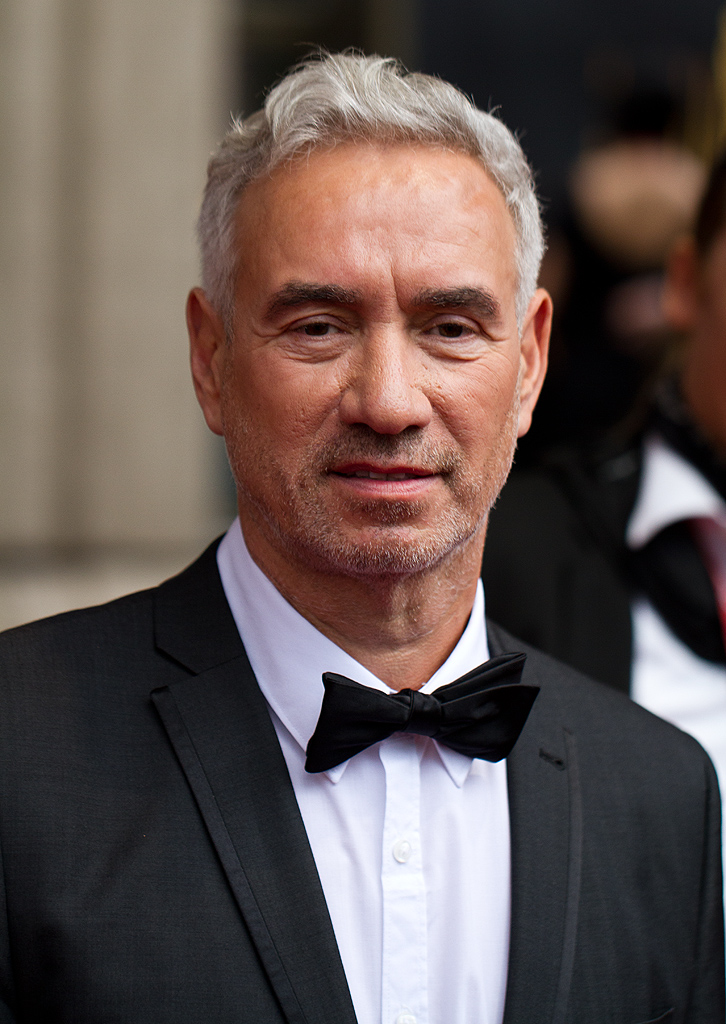
Roland Emmerich, Preisträger 2017
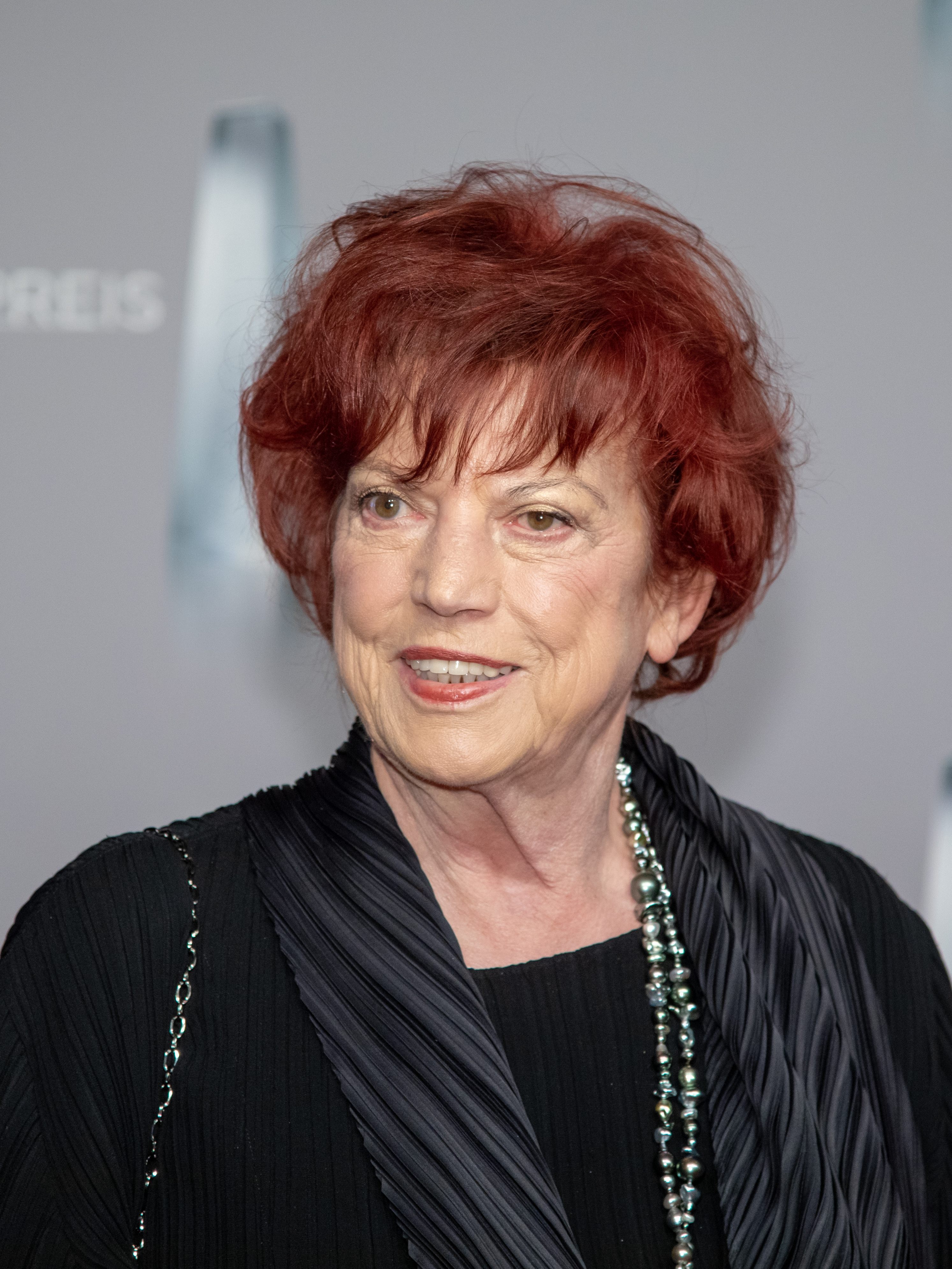
Regina Ziegler, Preisträgerin 2018
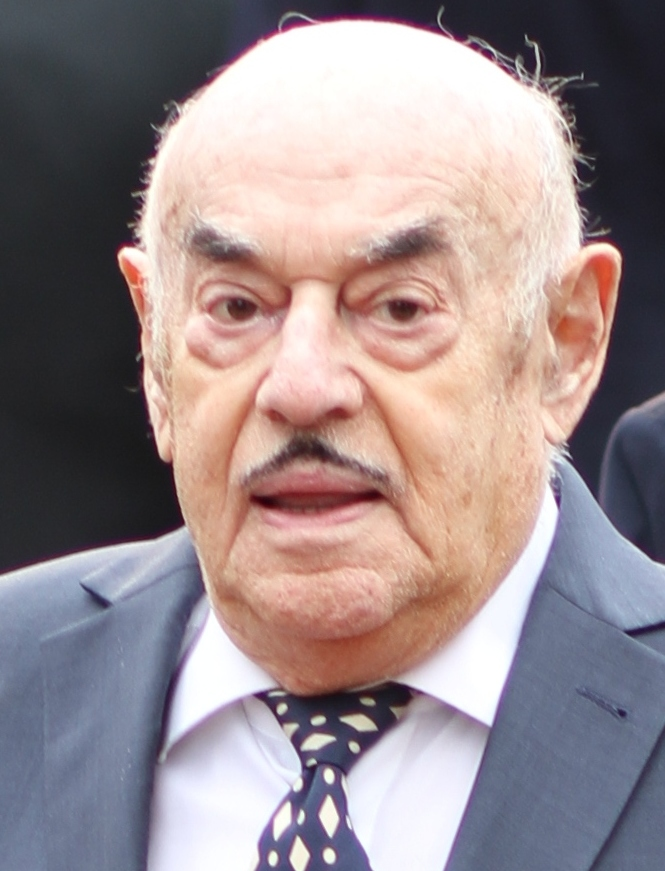
Artur Brauner, Ehrenpreisträger 2018
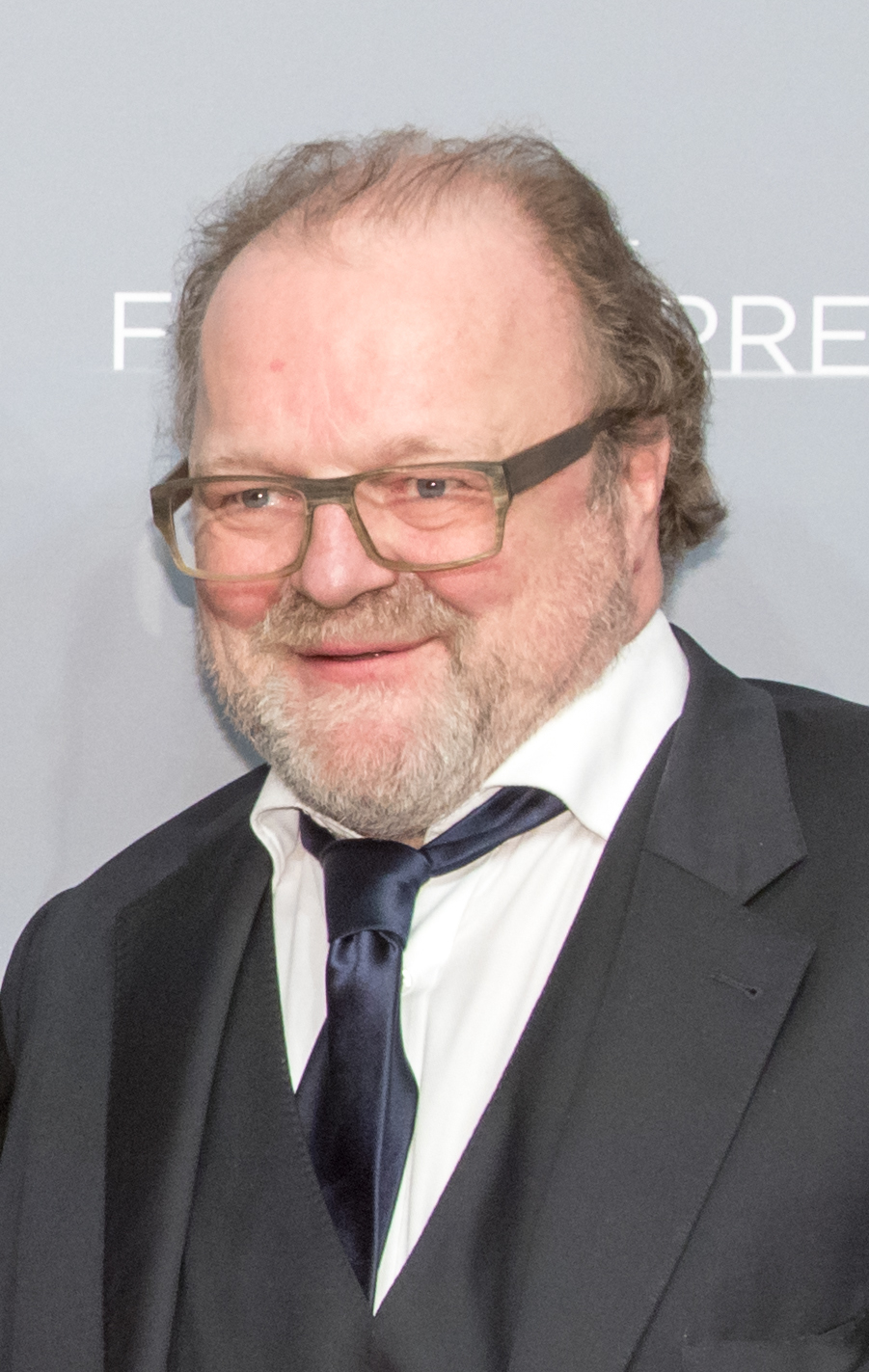
Stefan Arndt, Preisträger 2019
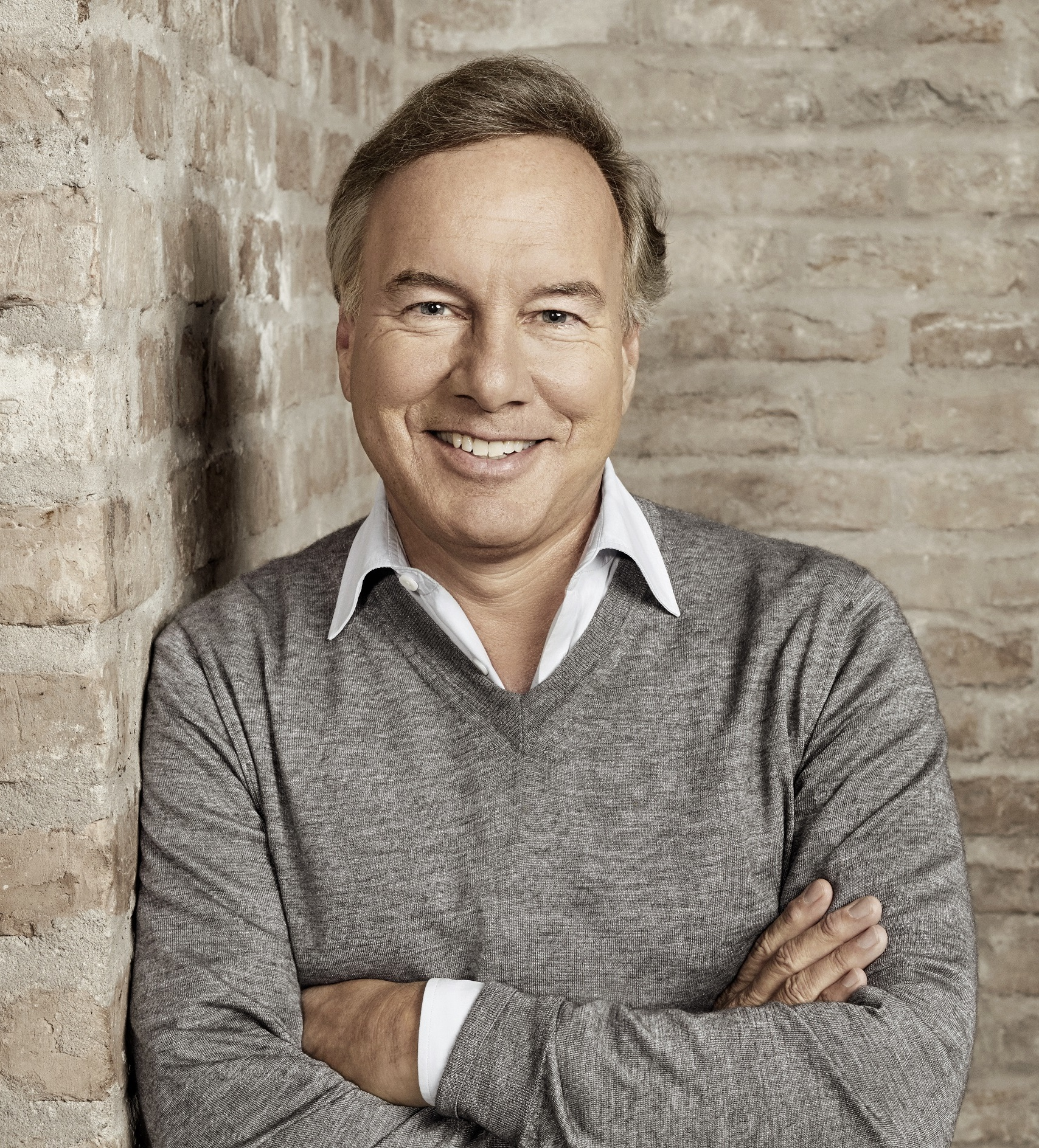
Nico Hofmann, Preisträger 2020 (verliehen 2021)
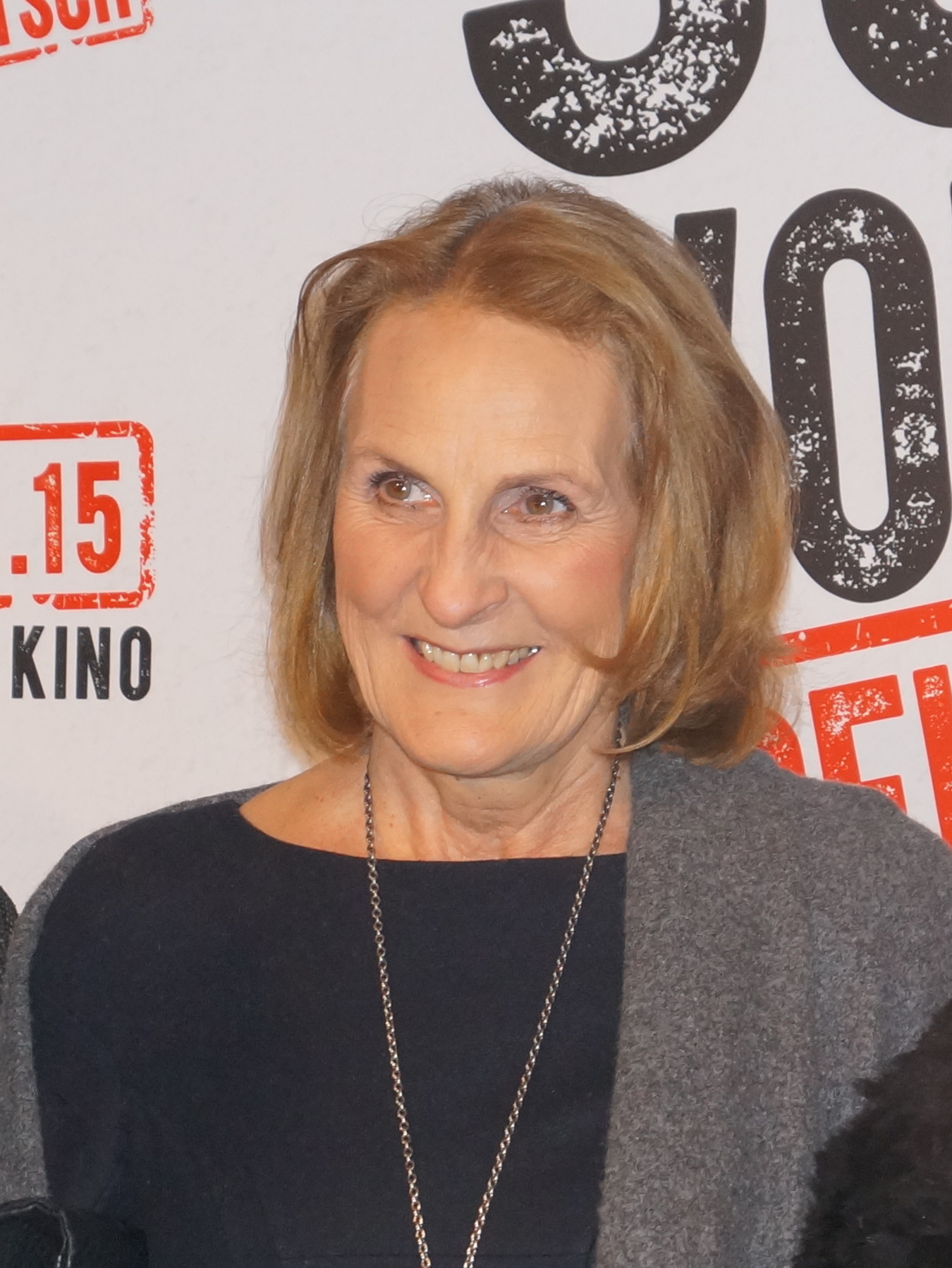
Gabriela Sperl, Preisträgerin 2022
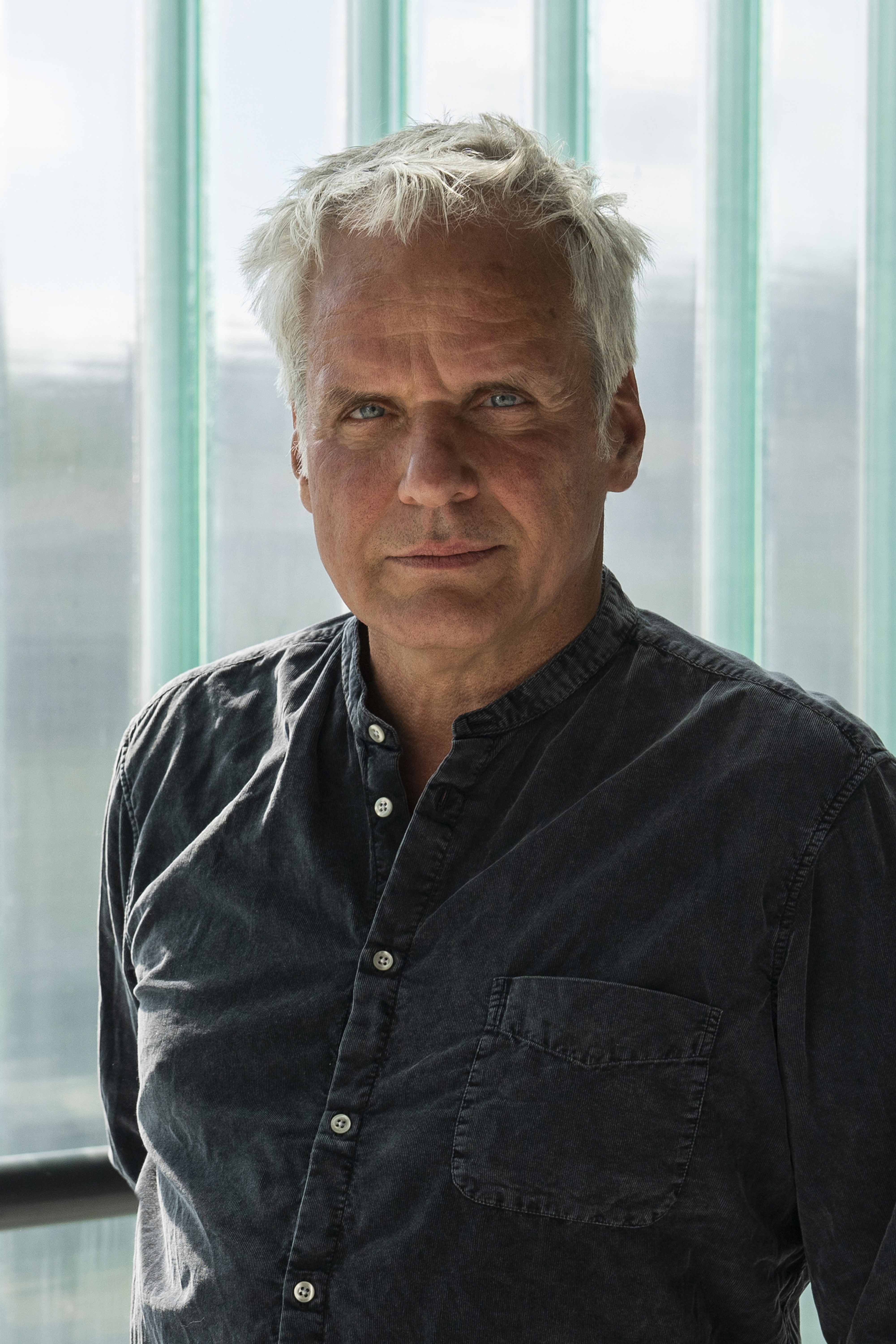
Thomas Kufus, Preisträger 2023
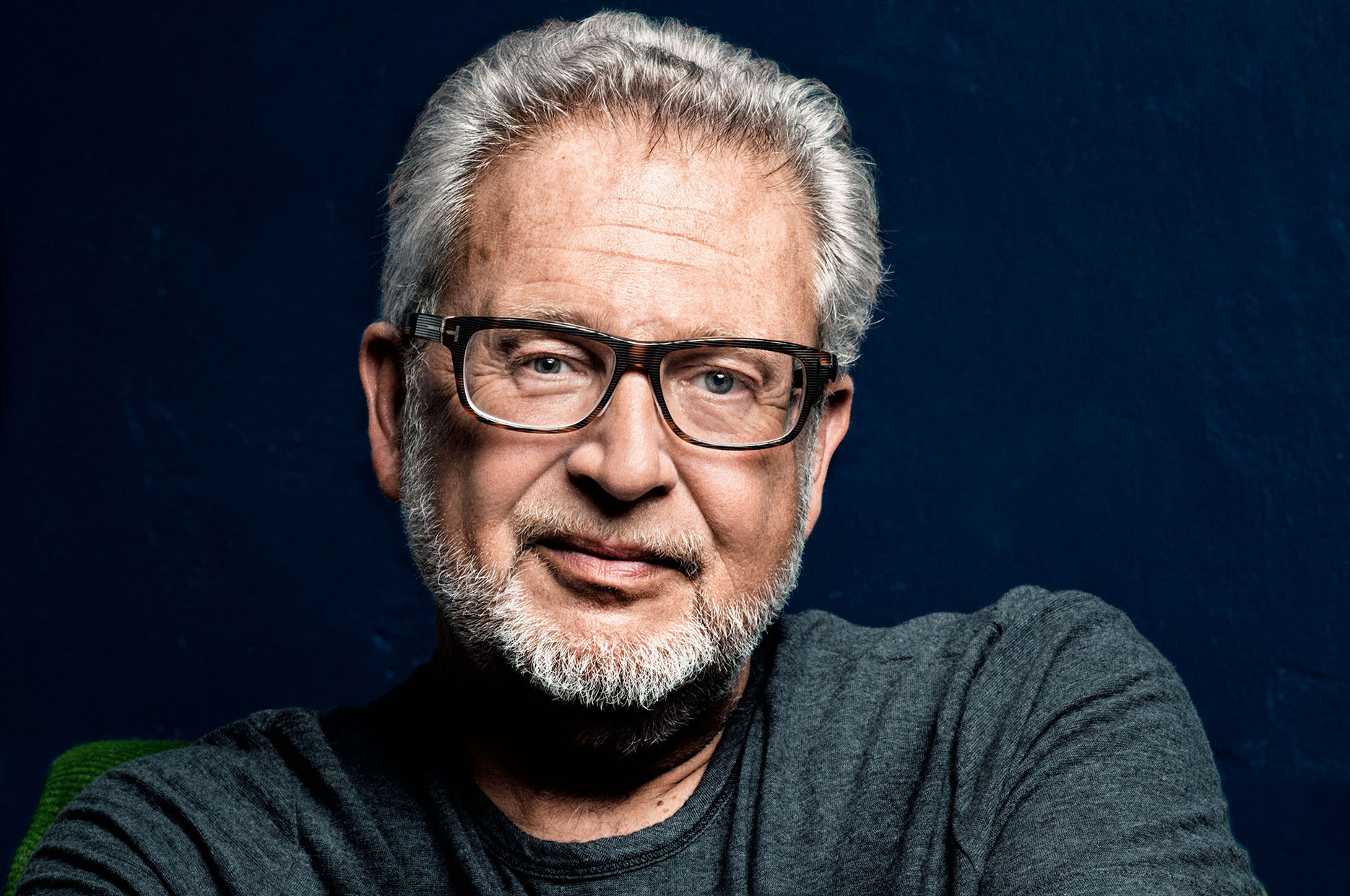
Martin Moszkowicz, Preisträger 2024